# 17 Again (singel)
17 Again – singel brytyjskiego duetu Eurythmics, wydany w 2000 roku.

## Ogólne informacje
Był to drugi singel z płyty Peace. Słowa utworu zawierają fragment tekstu „Sweet Dreams (Are Made of This)”, przeboju z 1983 roku. Piosenka została użyta w jednym z odcinków serialu komediowego Will & Grace.

## Teledysk
Reżyserem teledysku jest Michael A. Simon. Wideoklip ma antywojenne przesłanie.

## Listy przebojów
| Kraj            | Pozycja |
| --------------- | ------- |
| Wielka Brytania | 27      |
| Kanada          | 57      |
| Niemcy          | 73      |
| Szwajcaria      | 67      |